# Waleri Wladimirowitsch Sacharewitsch
Waleri Wladimirowitsch Sacharewitsch (russisch Валерий Владимирович Захаревич; * 14. August 1967 in Bekobod, Usbekische SSR) ist ein ehemaliger russischer Degenfechter.

## Erfolge
Waleri Sacharewitsch gewann 1998 in La Chaux-de-Fonds mit der Mannschaft Bronze bei den Weltmeisterschaften. Zweimal nahm er an Olympischen Spielen teil: bei den Olympischen Spielen 1992 in Barcelona gehörte er zur Delegation des Vereinten Teams, mit dessen Mannschaft er den dritten Rang belegte. Gemeinsam mit Pawel Kolobkow, Sergei Kostarew, Serhij Krawtschuk und Andrei Schuwalow erhielt er somit die Bronzemedaille. 1996 schloss er in Atlanta die Einzelkonkurrenz auf dem 30. Platz ab, während er mit der russischen Equipe das Finale erreichte. Sie verlor das Gefecht mit 43:45 gegen Italien, sodass Sacharewitsch mit Alexander Beketow und Pawel Kolobkow Silber gewann.